# Salamandrella schrenckii
Salamandrella schrenckii é uma espécie de anfíbio caudado pertencente à família Hynobiidae.